# Żydówka (opera)
Żydówka (fr. La Juive) – opera Jacques’a Fromental Halévy’ego, w pięciu aktach, do której libretto napisał Eugène Scribe. Jej prapremiera miała miejsce w Paryżu 23 lutego 1835 roku, zaś premiera polska dzieła odbyła się w Warszawie w roku 1857.
Akcja rozgrywa się w Konstancji w 1414 roku.

## Osoby
- kardynał de Brogni – bas
- książę Leopold – tenor
- księżniczka Eudoksja, siostrzenica cesarza – sopran
- Eleazar, złotnik żydowski – tenor
- Rachela, jego rzekoma córka – sopran
- Ruggiero, burmistrz Konstancji – baryton
- Albert, oficer gwardii cesarskiej – bas
- cesarz Zygmunt, ochmistrz dworu, herold, książęta i księżne, rycerze, duchowieństwo, dworzanie, straż, paziowie, tancerze i tancerki, lud[1].